# Мартіна Бабакова
Мартіна Бабакова (словац. Martina Babáková; нар. 18 квітня 1983) — колишня словацька тенісистка.
Найвищу одиночну позицію світового рейтингу — 402 місце досягла 8 вересня 2003, парну — 269 місце — 11 лютого 2008 року.
Здобула 18 парних титулів туру ITF.

## Фінали ITF
| Легенда         |
| --------------- |
| турніри $25,000 |
| турніри $10,000 |

### Одиночний розряд: 2 (0–2)
| Результат | Ранг | Дата            | Турнір                      | Покриття | Суперниця        | Рахунок  |
| --------- | ---- | --------------- | --------------------------- | -------- | ---------------- | -------- |
| Поразка   | 1.   | 12 березня 2007 | ITF Ramat Hasharon, Ізраїль | Тверде   | Євгенія Лінецька | 3–6, 6–7 |
| Поразка   | 2.   | 26 серпня 2007  | ITF Лондон, Велика Британія | Тверде   | Пауліне Вонг     | 4–6, 1–6 |

### Парний розряд: 37 (18–19)
| Результат | Ранг | Дата              | Турнір                                 | Покриття   | Партнерка             | Суперниці                                        | Рахунок          |
| --------- | ---- | ----------------- | -------------------------------------- | ---------- | --------------------- | ------------------------------------------------ | ---------------- |
| Перемога  | 1.   | 8 жовтня 2000     | ITF Ф'юмічіно, Італія                  | Ґрунт      | Скарлетт Вернер       | Асіміна Каплані Марія Павліду                    | 4–1, 4–1, 4–2    |
| Перемога  | 2.   | 20 травня 2001    | ITF Щецин, Польща                      | Ґрунт      | Івета Бенешова        | Анастасія Бєлова Дар'я Кустова                   | 6–4, 7–6(4)      |
| Перемога  | 3.   | 27 травня 2001    | ITF Олецько, Польща                    | Ґрунт      | Ленка Снайдрова       | Катерина Бондаренко Валерія Бондаренко           | 6–2, 6–2         |
| Перемога  | 4.   | 3 червня 2001     | Варшава, Польща                        | Ґрунт      | Ленка Снайдрова       | Юлія Бейгельзимер Людмила Нікоян                 | 6–4, 6–4         |
| Перемога  | 5.   | 26 травня 2002    | Олецько, Польща                        | Ґрунт      | Ленка Тварошкова      | Ева Ербова Ліана Унгур                           | 6–2, 3–6, 6–2    |
| Поразка   | 6.   | 16 червня 2002    | Кендзежин-Козьле, Польща               | Ґрунт      | Ленка Тварошкова      | Бондаренко Валерія Володимирівна Марія Коритцева | 3–6, 0–6         |
| Поразка   | 7.   | 9 липня 2002      | Сецце, Італія                          | Ґрунт      | Євгенія Савранська    | Кільдін Шевальє Орелі Веді                       | 3–6, 5–7         |
| Поразка   | 8.   | 1 вересня 2002    | Білефельд, Німеччина                   | Ґрунт      | Ленка Тварошкова      | Ліза Фріц Лідія Штайнбах                         | 5–7, 4–6         |
| Поразка   | 9.   | 8 вересня 2002    | К'єті, Італія                          | Ґрунт      | Вероніка Ствртніцкова | Катя Альтілія Валентіна Сульпіціо                | 2–6, 6–2, 3–6    |
| Перемога  | 10.  | 15 вересня 2002   | Пряшів, Словаччина                     | Ґрунт      | Марія Єдлічкова       | Івана Платенікова Ева Шестакова                  | 7–6, 3–6, 6–4    |
| Перемога  | 11.  | 20 жовтня 2002    | Макарська, Хорватія                    | Ґрунт      | Ленка Новотна         | Кіка Гоґендорн Крістіане Гоппманн                | 6–4, 6–1         |
| Поразка   | 12.  | 16 березня 2003   | Ам'єн, Франція                         | Ґрунт (i)  | Ленка Тварошкова      | Карла Мраз Орелі Веді                            | 4–5 ret.         |
| Поразка   | 13.  | 16 листопада 2003 | Гавр, Франція                          | Ґрунт (i)  | Моніка Шнейдер        | Леслі Буткевіч Евелін Ваніфте                    | 2–6, 2–2 ret.    |
| Перемога  | 14.  | 11 квітня 2004    | Макарська, Хорватія                    | Ґрунт      | Івета Герлова         | Марія Пенкова Ліза Тоньєтті                      | 6–1, 6–4         |
| Поразка   | 15.  | 16 травня 2004    | Казале-Монферрато, Італія              | Ґрунт      | Стефанія К'єппа       | Ірина Смірнова Валентіна Сульпіціо               | 3–6, 6–3, 3–6    |
| Поразка   | 16.  | 23 травня 2004    | Задар, Хорватія                        | Ґрунт      | Міхаела Міхалкова     | Менді Мінелла Ліза Тоньєтті                      | w/o              |
| Поразка   | 17.  | 31 серпня 2004    | Варшава, Польща                        | Ґрунт      | Івета Герлова         | Аліція Росольська Клаудія Янс-Ігначик            | 2–6, 3–6         |
| Поразка   | 18.  | 2 жовтня 2004     | Беневенто, Італія                      | Тверде     | Сандра Заглавова      | Джулія Габба Карін Кнапп                         | 2–6, 1–0 ret.    |
| Перемога  | 19.  | 2 квітня 2006     | Бат (Англія), Велика Британія          | Тверде (i) | Уршуля Радванська     | Марі-Перрін Бодуен Карла Мраз                    | 6–3, 6–1         |
| Поразка   | 20.  | 6 серпня 2006     | Бад-Заульгау, Німеччина                | Ґрунт      | Лінда Смоленакова     | Йосипа Бек Лідія Штайнбах                        | 4–6, 3–6         |
| Перемога  | 21.  | 28 серпня 2006    | Відень, Австрія                        | Ґрунт      | Сандра Мартинович     | Франціска Клоц Марлена Мецінґер                  | 6–2, 6–0         |
| Поразка   | 22.  | 11 лютого 2007    | Алгарве, Португалія                    | Тверде     | Ралука Чулей          | Мелісса Кабрера-Андт Кароліна Гаго Фуентес       | 7–6, 0–6, 6–7    |
| Поразка   | 23.  | 11 березня 2007   | Рамат-га-Шарон, Ізраїль                | Тверде     | Іпек Шенолу           | Івета Герлова Луціє Кріґсманнова                 | 3–6, 3–6         |
| Поразка   | 24.  | 19 березня 2007   | Раанана, Ізраїль                       | Тверде     | Вероніка Сп'єхель     | Євгенія Лінецька Ципора Обзилер                  | 1–6, 2–6         |
| Перемога  | 25.  | 7 квітня 2007     | Бат, Велика Британія                   | Тверде (i) | Катержина Ванькова    | Ребекка Фонґ Сусанна Лінґмен                     | 6–4, 6–4         |
| Перемога  | 26.  | 15 квітня 2007    | Torhout, Бельгія                       | Тверде     | Кіка Гоґендорн        | Елена Пйоппо Вердіана Верарді                    | 7–6, 6–3         |
| Перемога  | 27.  | 23 серпня 2007    | Камберленд (графство), Велика Британія | Тверде     | Анна Сміт             | Анна Говкінс Карен Патерсон                      | 6–2, 6–3         |
| Перемога  | 28.  | 2 вересня 2007    | Палич, Сербія                          | Ґрунт      | Давінія Лоббінґер     | Гюля Есен Лютфіє Есен                            | 6–2, 6–3         |
| Поразка   | 29.  | 16 січня 2008     | Сандерленд, Велика Британія            | Тверде (i) | Івета Герлова         | Юганна Ларссон Анна Сміт                         | 1–6, 6–3, [3–10] |
| Перемога  | 30.  | 21 січня 2008     | Рексем, Велика Британія                | Ґрунт      | Івета Герлова         | Даєнн Голландс Олена Куликова                    | 3–6, 6–3, [11–9] |
| Поразка   | 31.  | 11 лютого 2008    | Албуфейра, Португалія                  | Тверде     | Олена Чалова          | Юлія Глушко Марина Мельникова                    | 3–6, 6–0, [9–11] |
| Перемога  | 32.  | 16 березня 2008   | Діжон, Франція                         | Тверде     | Івета Герлова         | Наташа Хан Деніелл Бравн                         | 5–7, 7–5, [10–4] |
| Перемога  | 33.  | 22 березня 2008   | Бат, Велика Британія                   | Тверде     | Івета Герлова         | Сара Борвелл Олівія Скарфі                       | 6–1, 5–7, [10–1] |
| Поразка   | 34.  | 5 серпня 2008     | Коїмбра, Португалія                    | Ґрунт      | Ольга Брозда          | Паула Фондевіла Кастро Лусія Сайнс               | 6–7(2), 0–6      |
| Поразка   | 35.  | 13 серпня 2008    | Лондон, Велика Британія                | Тверде     | Манана Шапакідзе      | Меган Мултон-Леві Емілі Веблі-Сміт               | 1–6, 1–6         |
| Перемога  | 36.  | 25 січня 2009     | Рексем, Велика Британія                | Тверде     | Івета Герлова         | Деніелл Бравн Елізабет Томас                     | 2–6, 6–3, [11–9] |
| Поразка   | 37.  | 31 травня 2009    | ITF Брага, Португалія                  | Ґрунт      | Давінія Лоббінґер     | Хімена Ермосо Даніела Муньос Галлегос            | 3–6, 4–6         |